# La muerte de Mikel
La muerte de Mikel es una película dramática española, dirigida por Imanol Uribe, que se estrenó el 1 de marzo de 1984. Se convirtió en un gran éxito de crítica y taquilla, recaudando más de 20 millones de pesetas (120.000 euros).

## Argumento
Mikel es farmacéutico del pueblo vizcaíno de Lequeitio. Aunque proviene de una familia burguesa conservadora, él milita en la izquierda abertzale. Su matrimonio va de mal en peor debido a sus inclinaciones homosexuales, cuyos intentos de represión le tienen al borde de la crisis nerviosa y el suicidio.
Tras provocar su separación matrimonial con una agresión a su mujer, conoce en un cabaret a un transformista con el que comienza una relación. Cuando se extiende el rumor de su orientación sexual no recibe apoyo ni de su círculo de amistades, ni de su familia, ni de sus compañeros de partido, que inmediatamente le sacan de las listas electorales. Coincidiendo con todo esto, la policía lo detiene por haber auxiliado a un etarra herido en el pasado. Al negarse a facilitar información es torturado, pero posteriormente es liberado por tratarse de hechos amparados por la Ley de Amnistía de 1977.
El clima que se crea por su salida del armario, lejos de echarle atrás, le hace planear abandonar el pueblo para vivir con libertad en Bilbao. Pero antes de llegar a realizarlo aparece repentinamente muerto, sugiriéndose que lo ha matado su propia madre para evitar el escándalo. Entonces los mismos compañeros de partido, que le habían apartado, se apresuran a utilizar políticamente su extraña muerte.

## Reparto
- Imanol Arias: Mikel
- Martín Adjemián: Martín
- Ramón Barea: Jon Uriarte
- Montserrat Salvador: Doña María Luisa, madre de Mikel
- Xabier Elorriaga: Iñaki, hermano de Mikel
- Amaia Lasa: Begoña, esposa de Mikel
- Alicia Sánchez: Arantxa
- Carmen Chocarro: Maite
- Daniel Dicenta: inspector
- Fernando Telletxea: Fama, el travesti